# أقنثية
الفصيلة الأقنتية أو الأقنثية (باللاتينية: Acanthaceae) فصيلة نباتية تضم 250 جنساً وأكثر من 2500 نوع.
معظم نباتات هذه الفصيلة عبارة عن أعشاب مدارية.

## التصنيف
- تحت فصيلة الأقنثاوات
  - قبيلة الأقنثاوية
    - الأقنثا
- تحت فصيلة التونبرغاوات
  - قبيلة التونبرغاوية
    - التونبرغية

  - قبيلة المندونكاوية
    - المندونكية
- تحت فصيلة النيلسوناوات
  - النيلسونية

### من أشهر أجناسها
- الأقنثا
- القرم
- شوك الضب
- كروسندرة
- مضيفة